# Tratado de Viena (1866)
O Tratado de Viena de 1866 foi um acordo assinado em 3 de outubro e posteriormente ratificado em pelo Reino da Itália e o Império Austríaco que encerrou as hostilidades da Terceira Guerra da Independência Italiana.
O tratado confirmou os termos do Armistício de Cormons de 12 de agosto,  resultando na transferência de Vêneto e da maior parte de Friul para o Império Francês, que então entregou a região à Itália após o consentimento dos habitantes por meio de um referendo. Isso representou a divisão final do Reino da Lombardia-Veneza, governado pelos Habsburgos, já que a metade lombarda havia sido cedida ao Reino da Sardenha no Tratado de Zurique de 1859. O tratado forçou o governo austríaco a reconhecer a soberania do novo reino italiano. Isso, juntamente com a derrota prussiana da Áustria, tornou aparente o declínio da monarquia dos Habsburgos como uma grande potência. O tratado também sinalizou a ascensão da Itália como a sexta grande potência da Europa.